# Hetman Zamość
El Zamojski Klub Piłkarski Hetman Zamość, más conocido como Hetman Zamość, es un club de fútbol de la ciudad de Zamość, Polonia. Actualmente juega en la Klasa okręgowa (grupo Zamość), sexta división del fútbol polaco.

## Historia
El club ha pasado numerosos años moviéndose entre las divisiones nacionales y regionales, alcanzando su punto máximo entre 1992 y 2003, período en el que militó en la segunda división del fútbol polaco. En marzo de 2010, el club participaba en la II Liga, pero se retiró en medio de la competencia debido a razones financieras. El club se rearmó sobre la base de un equipo juvenil local fundado en 1993, volviendo al fútbol regional local. El club alcanzó los cuartos de final de la Copa de Polonia en 1994 y 1997, siendo su mejor actuación en la Copa de la Liga la quinta ronda, hecho logrado en dos temporadas consecutivas (2000-01 y 2001-02).

## Estadio

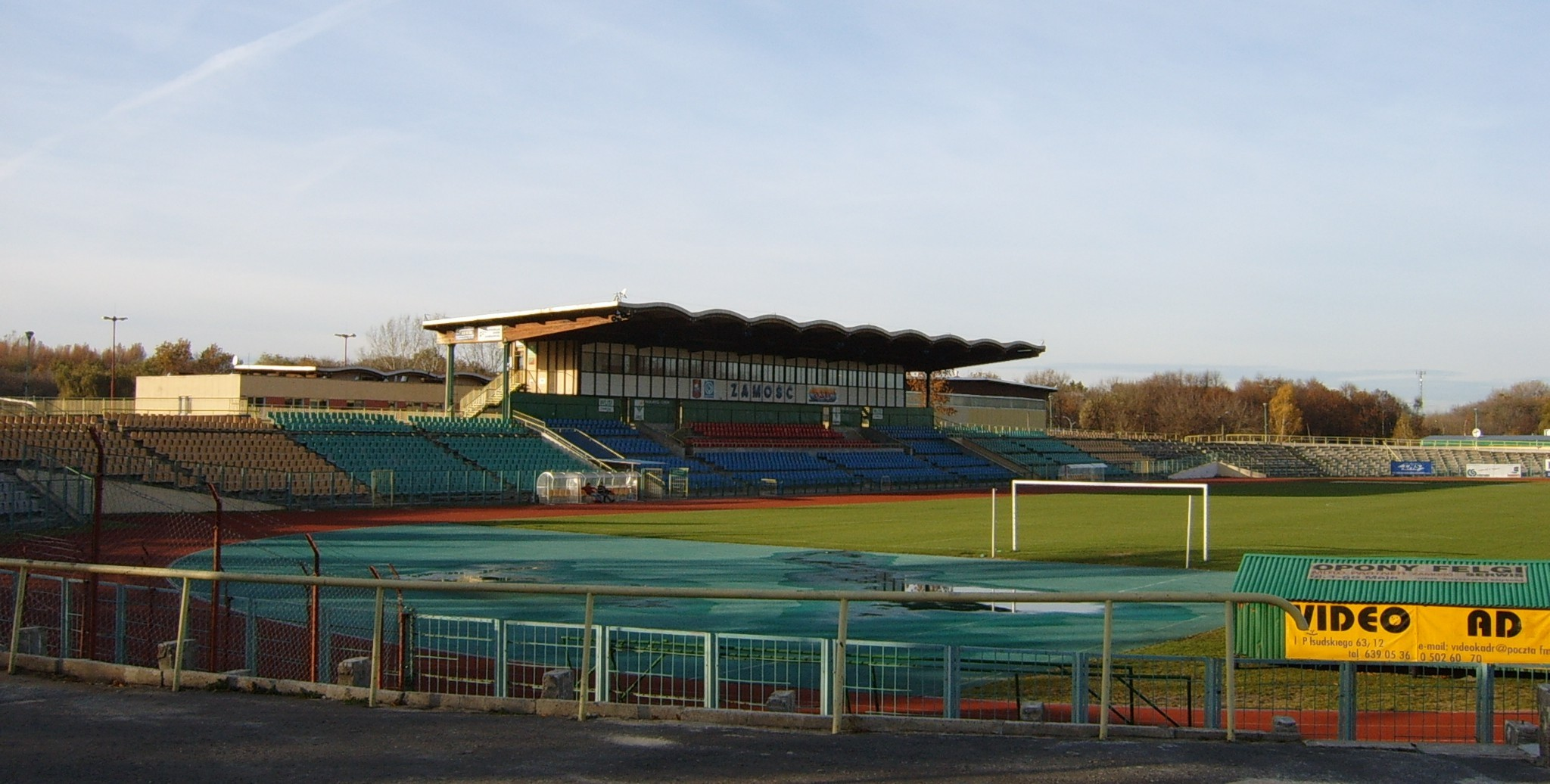
Estadio OSiR

El primer equipo del Hetman Zamość juega sus partidos de liga como local en el Stadion OSiR, que tiene una capacidad para 16 000 espectadores (12 500 asientos). El campo de juego tiene 102 metros de largo por 66 de ancho.

## Cambios de nombre y fusiones
- 1934: Strzelec Zamość
- ?: Hetman Zamość
- 1944: KS Sparta Zamość
- 1945: Fusionado con el Zamojskim KS (anteriormente Piast Zamość)
- 1950: ZS Unia Zamość
- 1956: MZKS Hetman Zamość
- 1968: CWKS Hetman Zamość (tras la fusión con Technikiem)
- ?: MZKS Hetman Zamość
- 1993: KS Hetman Zamość
- 2010: ZKP Hetman Zamość

## Jugadores

### Jugadores destacados
- Jakub Bilke
- Przemysław Tytoń
- Mateusz Prus

### Plantilla 2023-24
- Actualizado el 12 de enero de 2024.[2]